# کمپانی آفریقای غربی آلمان

پرچم کمپانی آفریقای غربی آلمان در ۱۹۰۰ میلادی

کمپانی آفریقای غربی آلمان (به آلمانی: Deutsch-Westafrikanische Gesellschaft / Compagnie) نام یک شرکت صاحب امتیاز آلمانی بود که در نقطهٔ آفریقای غربی -کامرون و توگو- اقدام به برپایی قیمومت و بهره‌برداری از آن سرزمین‌ها کرد. اگرچه این کمپانی نتوانست به طور دامنه‌داری بر این سرزمین‌ها فرمان‌براند، زیرا در ۱۳ نوامبر ۱۹۰۳ در تشکیلات امپراتوری آلمان حل‌شد.
مرکزیت این شرکت در هامبورگ بود. این کمپانی به جز بر توگو و کامرون، بر بخش‌هایی از غنا و نیجریهٔ کنونی نیز چیرگی‌داشت.